# Maquis de Pédehourat
Le maquis de Pédehourat et du Bager d'Arudy désigne des foyers de résistance républicaines espagnoles pendant l'occupation nazie dans les montagnes du Béarn. 
Un documentaire intitulé Guerilleros réalisé par Dominique Gautier en 1996 revient sur cet épisode assez méconnu. L'historien Jean Ortiz a aussi considérablement travaillé et publié sur le parcours de ces républicains espagnols durant l'Allemagne nazie,. 

## Histoire
L'histoire des guerilleros du Béarn s'enracine dans « la petite Espagne » constituée à Pau dès 1920, autour de la Côte de la Fontaine, au Hédas, mais aussi à Oloron. Ils commencent à s'organiser fin 1940 en instaurant la 226e brigade de la MOI (Main-d’œuvre immigrée) sous la houlette de Félix Burguete, futur chef des maquis des Hautes-Pyrénées. Ils se signalent à l'attention publique lors de la venue à Pau de Philippe Pétain, le 20 avril 1941, en peinturlurant des slogans hostiles au maréchal sur les murs de la ville.
Ce premier acte de résistance en Béarn trouvera des prolongements ailleurs à travers les Groupes de travailleurs étrangers (GTE) implantés à Buzy-Buziet (où ils construisent la centrale électrique Saint-Cricq) et Fabrèges dont le barrage porte leur empreinte. Au total, quelque 800 Espagnols contribuèrent ainsi au développement d'infrastructures ossaloises.
Érigé en 1999, un mémorial témoigne du massacre orchestré par les nazis. Le tout premier monument avait été inauguré le 2 octobre 1944. Le chanoine Biers, maire d'Ogeu, loua alors ces idéalistes qui « ne sont pas morts pour défendre leur patrie ni leur famille ni leur clocher mais simplement pour la liberté et la dignité ».
Sous l'impact des communistes et de quelques anarchistes s'élaborent dans la clandestinité de fines stratégies d'insubordination. Menés par Julian Martin, les activistes de l'ombre vont souvent prêter main-forte aux Francs-tireurs et partisans (FTP) français. Ils opèrent à partir des maquis de Bager (Arudy), Pédehourat (Louvie-Juzon) et Marie-Blanque . L'après-midi du 17 juillet 1944 à Buziet, les Allemands ouvrent le feu sur la maison Anglade servant de poste de commandement aux guerilleros. La sanglante répression fait une quinzaine de victimes combattantes et civiles dont la plupart repose au cimetière de la localité.
À Louvie-Juzon, le quartier de Pédehourat connaît, lui aussi, de graves exactions. Des Espagnols sont par ailleurs exécutés en fuyant vers le plateau de Castet et le col de Marie-Blanque où une stèle salue le rôle de la 10e brigade des guerilleros dans la lutte armée contre les nazis et pour la libération des vallées d'Aspe et d'Ossau.